# Ловът на мишката
„Ловът на мишката“ (на английски: MouseHunt) е американски игрален филм (семейна комедия) от 1997 година на режисьора Гор Вербински, по сценарий на Адам Рифкин. Музиката е композирана от Алън Силвестри. В главната роля участват Нейтън Лейн и Лий Евънс, и със специалното участие на Уилям Хики, който умира малко след заснемането на филма. Филмът излиза на екран от 19 декември 1997 г. със „Титаник“ и „Винаги ще има утре“. Разпространен е от DreamWorks Pictures, в който е първия семеен филм.

## Актьорски състав
| Роля                     | Изпълнител                                       |
| ------------------------ | ------------------------------------------------ |
| Ърл Смънц                | Нейтън Лейн                                      |
| Ларс Смънц               | Лий Евънс                                        |
| Ейприл Смънц             | Вики Люис                                        |
| Александър Фалко         | Мори Чейкин                                      |
| Адвокатът на Ърни и Ларс | Ерик Кристмас                                    |
| Куинси Троп              | Майкъл Джетър                                    |
| Ингрид                   | Дебра Кристоферсън                               |
| Мори                     | Ърни Сабела                                      |
| Рудолф Смънц             | Уилям Хики (последният му филм преди смъртта му) |
| Цезар                    | Кристофър Уокън                                  |

## В България
На 6 март 2004 г. bTV излъчи филма с български дублаж за телевизията. Ролите се озвучават от Светлана Янчева, Веселин Ранков, Илиян Пенев, Любомир Петкашев и Светозар Кокаланов.
На 3 март 2010 г. Нова телевизия започна повторно излъчване с дублажа на Арс Диджитал Студио. Екипът се състои от:
| Преводач            | Деляна Стоянова                                                         |
| Тонрежисьор         | Михаил Михайлов                                                         |
| Режисьор на дублажа | Яна Янева                                                               |
| Озвучаващи артисти  | Таня Димитрова Нина Гавазова Любомир Младенов Симеон Владов Илиян Пенев |